# 東海十二景
東海十二景（とうかいじゅうにけい）は、1991年6月6日に東海村観光協会によって制定された、茨城県那珂郡東海村内の12ヶ所の景勝地である。

## 概要
東海十二景は、1955年（昭和30年）に誕生した東海村が1990年（平成2年）に発足35周年を迎えるのを記念し村内の景勝地を選ぼうとの、東海村観光協会の企画から生まれた。観光協会では1990年7月より選定方法等の検討を始め、まず景勝地に相応しい場所の募集を村民に対して9月10日を締切として行った。その応募結果から以下の27ヶ所に候補地を絞り、この中からひとり10ヶ所以内を選んで投票してもらう催しを9月20日から10月21日の期間に行った。この第2回目の投票結果をもとに検討がなされ、翌1991年6月6日開催の協会の総会で「東海十二景」の呼び名と以下の各景の名称が決まり、これを以て東海十二景の正式制定が成った。各景の名称と副文は茨城キリスト教大学の志田淳一教授と村在住の「文学を散歩する会」主宰者がつけた。
各景の場所には景の名称と副文が刻まれた碑が1992年12月22日より順次各地に設置された。

## 十二景の一覧
- 稲荷社杉風(いなりしゃさんぷう)

場所:船場801　北緯36度27分32秒 東経140度33分13秒 / 北緯36.458981度 東経140.55371度
構成施設等:船場稲荷神社
船場稲荷神社は、祭神は倉稲魂命、境内社は、大杉神社、山神社、天満神社、熊野神社。社伝では創建は不明であるとされているが、享和3年の船場村庄屋の願上によれば、1693年（元禄6年）に徳川光圀が、これまで村内に2社あった稲荷神社を統合したことに始まることがわかっている。3月の初午は、かつては近隣からの詣で客で賑わった。11月3日の大祭では、地元の者が育てた菊の展示も行われ賑わうなど、永きにわたって信仰されている。
- 阿漕ヶ浦夜桜(あこぎがうらやおう)

場所:村松　北緯36度27分14秒 東経140度35分41秒 / 北緯36.453928度 東経140.594763度
構成施設等:阿漕ヶ浦公園
日本三体の一つとして有名な村松虚空蔵尊、大神宮、原子力施設群に隣接し、周辺は阿漕ケ浦や田畑に囲まれた静かな環境の公園である。1974年（昭和49年）の茨城国体ホッケー会場のために整備され、ホッケー場、野球場、少年スポーツ広場、遊歩道などが整備されている。 また、多種多様な樹木が植栽され、なかでも公園入り口から園路沿いには桜並木があり、毎年見事な花を咲かせている。4月の上旬には「東海さくらまつり」が開催され、多くの人で賑わう。
- 石神城春草(いしがみじょうしゅんそう)

場所:石神内宿1244 北緯36度28分57秒 東経140度34分40秒 / 北緯36.482632度 東経140.577735度
構成施設等:石神城址公園
石神城について「石神神後鑑記」には、「北は久慈川を左に抱き、壕には河水を入れてたたへ、久慈川の外大橋川あたりまでは、足入りの沼田にて、馬足の及ぶところにあらず。東の方は大沼にて鳥ならで通ふ尺地もなく、遠くは蒼海満々として風波の響きすざまじく、艮には久慈川の流れを帯びたり。城外には大壕三重にして、その間は松柏・杉・桧おい茂り、矢玉も透るべきさまなし。本丸より二の丸、三の丸と西のほうに打ち続き、其の間遠くしてうかがうに方便なく、誠に要害堅固なり。」と記されている。石神城は、1602年（慶長7年）に、小野崎氏が秋田に赴くとともに廃城（天正5年）となり、村民の憩いの場の城址公園となっている。石神城跡は2013年（平成25年）に東海村指定文化財(記念物(史跡))になっている。
- 白方溜螢影(しらかたためけいえい)

場所:白方 北緯36度28分09秒 東経140度35分44秒 / 北緯36.469277度 東経140.595508度
構成施設等:白方公園
白方公園は東海圷土地改良区内の水源として利用していた白方溜を中心に1985年（昭和60年）から整備に着手し、噴水、滝、せせらぎ等を整備し、魚や水鳥を飼い、ホタルの里作りとして水に親しめる公園としたものである。また、春夏秋冬の花見ができるように植栽を行っている。
- 久慈川河口緑波(くじかわかこうりょくは)

場所:豊岡 北緯36度28分52秒 東経140度36分31秒 / 北緯36.481189度 東経140.60858度
構成施設等:久慈川河口周辺
「常陸国風土記」の「古老のいへらく、郡より南近くに小さき丘あり。かたち、鯨鯢に似たり。倭武の天皇、よりて久慈と名づけたまひき」から名づけられた久慈郡を流れる久慈川は、東海村を最下流として太平洋に注いでいる。河口では釣りやレジャーボートなどで多くの人が訪れる。豊岡の松林を写す緑の清流や大海の波の喧騒が、多くの人に安らぎを与えている。
- 細浦青畝(ほそうらせいほ)

場所:村松 北緯36度27分01秒 東経140度35分43秒 / 北緯36.450349度 東経140.595354度
構成施設等:細浦周辺
細浦は安政年間に細浦・真崎浦の干拓事業が始まり、さまざまな要因により中断、再開を繰り返して1938年（昭和13年）に完成した圃場である。高台から見下ろすと、両側を山林に囲まれ、東側を真崎浦と接する細長い、総面積36.5ヘクタールの水田が広がっている。青々とした田園風景は、まさに「原風景」と呼べるものとなっている。
- 願船寺晩鐘(がんせんじばんしょう)

場所:石神外宿1047 北緯36度29分12秒 東経140度34分29秒 / 北緯36.48674度 東経140.574621度
構成施設等:願船寺
願船寺は、山号は華輪山、院号は真風院、本尊は阿弥陀如来、宗派は真宗大谷派に属し本山は東本願寺である。1214年（健保2年）この地の領主である佐竹末堅により招聘された、三井寺沙門である安信法印堯範阿闍梨により「願泉寺」として開創された。境内には「泥涅泉（ないねせん）」と徳川光圀命名による泉が今も湧き出ている。　幕末、藩主徳川斉昭による廃仏毀釈に最後まで抵抗していた願船寺は、1846年（弘化3年）2月2日丑の刻、水戸藩による焼き討ちに会い本堂を始め伽藍すべてを焼失した。
- 冨士社晩霞(ふじしゃばんか)

場所:舟石川 北緯36度28分27秒 東経140度33分22秒 / 北緯36.474286度 東経140.55622度
構成施設等:富士神社
富士神社は、祭神は木花開那姫命、境内社は、水神社、山神社、素鵞神社、金刀比羅神社、加収山神社、八幡神社、稲荷神社、疱瘡守護神社である。冨士浅間神社を1610年（慶長15年）6月古墳上に歓請したのが始まりといわれている。「新編常陸風土記」によれば、社は一尺三寸の小社であったが、江戸時代末に奉仕した塙信濃の願上によると冨士住連や竈住連などが行われ、村人たちの信仰を集めた神社であった。1956年（昭和31年）に本殿の修繕、拝殿の屋根替が行われた。森林に覆われ、古墳の墳頂に祀られた神社の風景と周囲の田園との調和が素晴らしいところである。
- 如意輪寺秋月(にょいりんじしゅうげつ)

場所:照沼55 北緯36度26分04秒 東経140度35分39秒 / 北緯36.434536度 東経140.594213度
構成施設等:如意輪寺
如意輪寺は、山号は法幢山、院号は鏡福院、本尊は如意輪観音である。「開基帳」によると、寛文3年時には寺領六石余を持ち、檀家数2145を数え、更に村域だけでも八つの末寺をもつ村内有力寺院であったことがわかる。安永年中(1772年から1780年)に伽藍を焼失、このとき資料も失った為不明な点が多い。本尊の如意輪観音は延享4年に決められた水戸三十三番札所の十番目として周囲の人々の信仰を集めている。
- 真崎浦夕照(まさきうらせきしょう)

場所:村松、須和間、照沼 北緯36度26分37秒 東経140度35分07秒 / 北緯36.443512度 東経140.58518度
構成施設等:真崎浦
真崎浦は、須和間、照沼、長砂、足崎、高野にまたがる周囲約4.5キロメートル、東西2キロメートル、南北800メートル、面積約136ヘクタール、水深4から5メートルの沼地であった。鎌倉時代までは村松海岸の入り江であったが、久慈川からの土砂流出、黒潮や北東の風によって運ばれた砂が村松砂丘を発達させ、入り口を埋めて潟湖化したものといわれている。安政3年に開拓事業に着手し、さまざまな時変により途中中断しながら、1938年（昭和13年）に干拓事業は完了した。現在は黄金色に輝く広大な水田地帯となっている。
- 住吉社寒霜(すみよししゃかんそう)

場所:須和間1 北緯36度26分41秒 東経140度33分42秒 / 北緯36.444688度 東経140.561534度
構成施設等:住吉神社
住吉神社は、祭神は、表筒男命・中筒男命・底筒男命、息長帯姫命である。境内社は上諏訪社、下諏訪社、山神社、十殿神社である。708年(和銅元年)左大臣橘諸兄が奥州下向の際に創建したのが始まりとされている。その後足利持氏が三五貫文の土地を寄進、佐竹氏の加護も受けていたといわれている。1506年（永正3年）社殿が炎上、徳川光圀により寛文年中(1661年から1673年)に修復された。
- 村松晴嵐(むらまつせいらん)

場所:村松13 北緯36度26分58秒 東経140度36分00秒 / 北緯36.449482度 東経140.599915度
構成施設等:村松晴嵐の碑
「村松晴嵐」は、水戸藩9代目藩主徳川斉昭が、1833年（天保4年）に水戸八景の一つとして選定したものである。村松晴嵐の碑は翌天保5年から8年に建碑されたと思われる。自然石に漢隷書体で書かれた「村松晴嵐」の文字は、徳川斉昭によるものである。石の表が常に濡れていたため「濡れ石」とも言われている。

## 候補地となった場所
1.阿漕ケ浦と阿漕ケ浦公園周辺
2.村松海岸と八間道路周辺
3.真崎浦周辺
4.久慈川河口周辺
5.白方公園と豊受皇大神宮周辺
6.石神城跡周辺
7.長松院と内宿溜池周辺
8.稲荷神社周辺
9.笠松運動公園周辺
10.照沼周辺
11.真砂山周辺
12.忠魂碑周辺
13.晴嵐荘周辺
14.東海文化センター周辺
15.原子力施設周辺
16.真崎城跡と細浦周辺
17.住吉神社周辺
18.押延溜池周辺
19.亀下の田園風景
20.川崎堤(竹瓦)から見る東側の風景
21.鯉沼(照沼)から見る真崎浦・平原台地の風景
22.富士神社と杉並木の風景
23.晩春の松川の風景
24.小沢野(南台)から見る田園風景
25.村松山虚空蔵堂と大神宮周辺
26.豊岡海岸周辺
27.願船寺周辺